# كاثلين كي
كاثلين كي (بالإنجليزية: Kathleen Key)‏ هي ممثلة أمريكية، ولدت في 1 أبريل 1903 في بوفالو في الولايات المتحدة، وتوفيت في 22 ديسمبر 1954 في وودلاند هيلز، كاليفورنيا في الولايات المتحدة.

## أعمال

### أفلام
- بن هور

## وصلات خارجية
- كاثلين كي على موقع IMDb (الإنجليزية)
- كاثلين كي على موقع ألو سيني (الفرنسية)
- كاثلين كي على موقع أول موفي (الإنجليزية)
- كاثلين كي على موقع قاعدة بيانات الأفلام السويدية (السويدية)
- كاثلين كي على موقع قاعدة بيانات الفيلم (الإنجليزية)
- كاثلين كي على موقع كينوبويسك (الروسية)